# Junji Itō
Pour les articles homonymes, voir Ito.
Junji Itō (伊藤・潤二, Itō Junji) est un mangaka japonais né le 31 juillet 1963 dans la préfecture de Gifu, au Japon. Il est considéré comme l'un des maîtres du manga d'horreur.

## Biographie
Junji Itō commence à dessiner enfant, inspiré par les dessins de sa sœur aînée, et par le travail de Kazuo Umezu.
En 1987, alors qu'il travaille comme prothésiste dentaire, il publie son premier manga, Tomié, dans le Monthly Halloween, magazine pour fille spécialisé dans les récits d'horreur. Il remporte une mention spéciale du « prix Kazuo Umezu »,.
Au début des années 1990, Itō quitte le domaine dentaire pour se consacrer aux mangas. Il établit sa réputation avec des histoires horrifiques. Le succès de Tomié lui ouvre les portes de Big Comic Spirits, un magazine grand public. Ainsi, en 1998 débute la prépublication de Spirale, l'histoire d'une petite ville japonaise tombant sous l'emprise du symbole de la spirale. Il publie ensuite Gyo dans le même magazine, qui fait de lui un mangaka incontournable.
Il dessine la pochette des différentes éditions d’Homura Uta, un album du groupe de rock japonais Mucc sorti en 2002.
À l'occasion des trente années de carrière d'Itō dans le manga en 2017, une série d'animation inspirée des œuvres de l'auteur, Junji Ito: Collection, est produite par le Studio Deen et programmée au Japon en janvier 2018.
En juillet 2019, il reçoit le prix Eisner de la meilleure adaptation pour l'édition américaine de son Frankenstein. En 2021, il reçoit le prix de la meilleure bande dessinée asiatique traduite et celui du meilleur auteur complet pour Rémina.
En janvier 2023, Netflix diffuse une nouvelle adaptation animée de l’œuvre de Itō, toujours produite par le Studio Deen : Maniac par Junji Itō : Anthologie Macabre. Cette série adapte plusieurs histoires d’épouvante de l'auteur, parmi lesquelles Tomié, Soïchi et La Maison de poupées.
Il reçoit un Fauve d'honneur au Festival d'Angoulême 2023 lors duquel une exposition lui est consacrée.

## Influences
Itō est notamment influencé par Kazuo Umezu et Howard Phillips Lovecraft. Concernant ce dernier, Junji Itō précise que « ce n'est pas vraiment le mythe de Cthulhu en lui-même qui m'intéressait, plutôt l'œuvre de manière générale, et sa façon d'aborder l'horreur, l'indicible ».

## Œuvres traduites en français

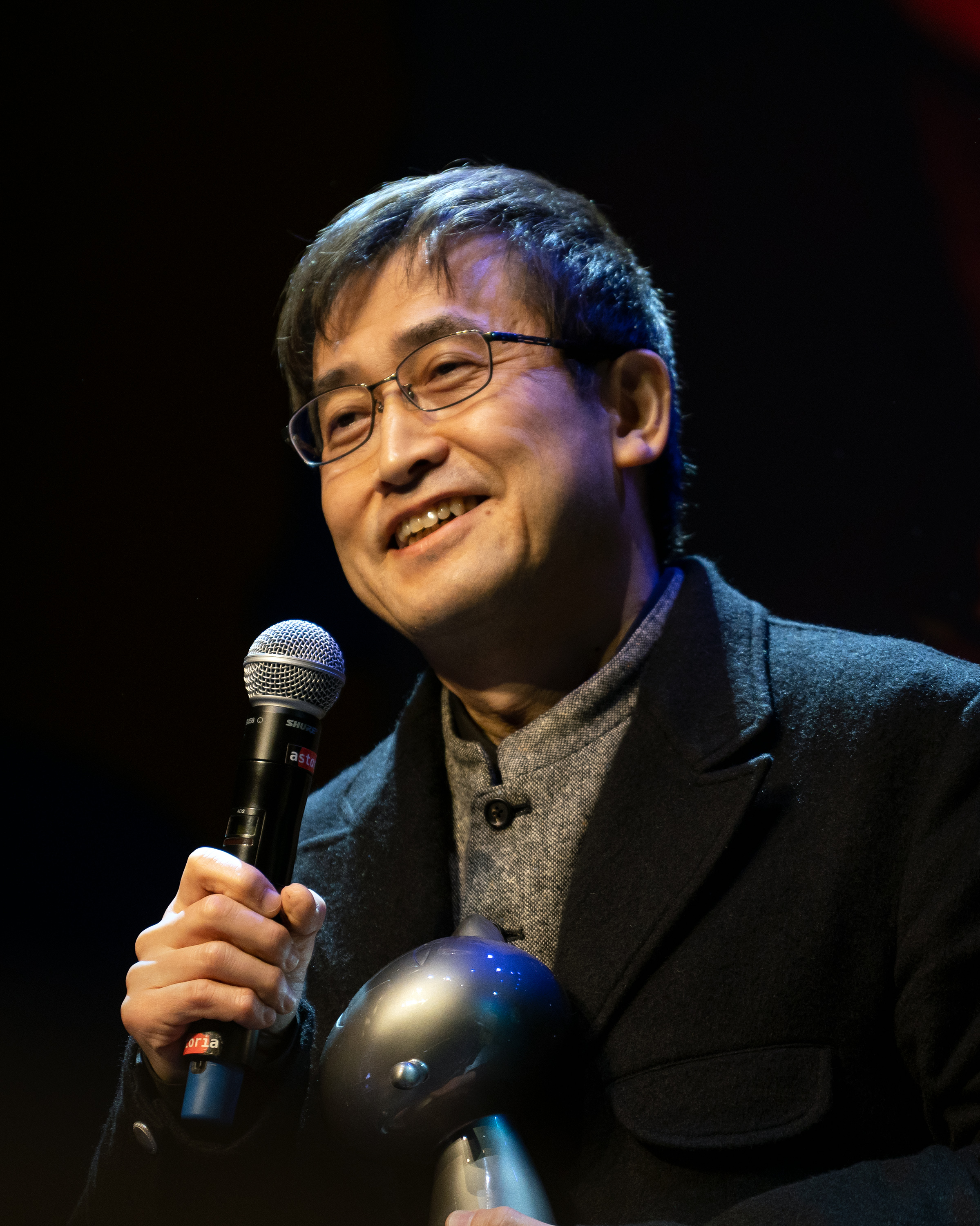
Junji Ito avec un Fauve d'honneur au Festival d'Angoulême 2023.

La liste d’œuvre est classée par ordre chronologique de publication originale en français avec, entre parenthèses, la date de publication originale au Japon. Sauf indication contraire, les volumes sont édités au Japon chez Asahi Sonorama. L'édition intégrale des dix premières années de son œuvre est publiée en version française chez Tonkam entre 2002 et 2014. Depuis 2021, la majeure partie de ses œuvres sont publiées chez Mangetsu dans une collection dédiée. 
- 2002 : Spirale (うずまき, Uzumaki?) (3 volumes, 1998-1999, Shōgakukan)
- 2004 : Tomié (富江, Tomie?) (3 volumes, 1997-2001), Mangetsu (1 volume, 2021)
- 2006 : Gyo (ギョ, Gyo?) (2 volumes, 2002, Shōgakukan), (1 volume, 2021, Delcourt)
- 2008 : Rémina, la planète de l'enfer (地獄星レミナ, Jigokuboshi Remina?) (1 volume, 2005, Shōgakukan)
- 2008 : Le Mystère de la chair (肉色の怪, Niku iro no kai?) (1 volume, 1997)
- 2008 : Le Voleur de visages (顔泥棒, Kao dorobō?) (1 volume, 1998)
- 2009 : Le Journal de Soïchi (双一の楽しい日記, Sōichi no Tanoshii Nikki?) (1 volume, 1998)
- 2009 : Le Journal maudit de Soïchi (双一の呪い日記, Sōichi no Noroi no Nikki?) (1 volume, 1998)
- 2009 : La Femme limace (なめくじの少女, Namekuji no Shoujo?) (1 volume, 1998)
- 2010 : Les Fruits sanglants (血玉樹, Ketsugyokuju?) (1 volume, 1998)
- 2010 : Hallucinations (首幻想, Kubi gensō?) (1 volume, 1998)
- 2010 : La Maison de poupées (あやつりの屋敷, Ayatsuri Yashiki?) (1 volume, 1998)
- 2011 : La Ville sans rue (道のない街, Michi no nai machi?) (1 volume, 1998)
- 2011 : La Fille perverse (いじめっ娘, Ijimekko?) (1 volume, 1998)
- 2012 : Le Cirque des horreurs (伊藤潤二恐怖マンガ, Circus ga Kita?) (1 volume, 1998)
- 2012 : Black Paradox (ブラックパラドクス, Burakku Paradokusu?) (1 volume, 2009, Shōgakukan)
- 2013 : Le Tunnel (トネル奇譚, Tonneru Kikan?) (1 volume, 1998)
- 2013 : Le Mort amoureux (死びとの恋わずらい, Shibito no Koiwazurai?) (1 volume, 1997)
- 2014 : Frankenstein (フランケンシュタイン, Furankenshutain?) (1 volume, 208 pages, 1999), Réédition en 2022 chez Mangetsu (1 volume, 416 pages)
  - Sommaire édition 2022 : Frankenstein  d'après Mary Shelley, Les cous hallucinés, La correspondante, Le marais aux esprits, L'intrus, Oshikiri: chronique de l'étrange, Oshikiri; chronique de l'étrange-Les murs, Les funérailles de l'enfer, Ne bougez plus, Non-non, femelle alpha, Cache-chache avec non-non.
- 2016 : Le Journal des chats de Junji Ito (伊藤潤二の猫日記よん&むー, Junji Ito no Neko Nikki - Yon & Mu?), Delcourt/Tonkam (2008, prépublié dans le Magazine Z, Kōdansha)
- 2021 : La Déchéance d'un homme (人間失格, Ningen Shikkaku?) (3 volumes, 2017)
- 2021 : Sensor (センサー, Sensa?) (1 volume, 2019) - Sélection officielle du Festival d'Angoulême 2022, Mangetsu (1 volume, 2021)
- 2021 : Les chefs-d’œuvre de Junji Ito Tome 1 (Ito Junji Jisen Kessaku Shu?) (2015), Mangetsu (2022)
  - Le vieux vinyle, Frissons, Le mannequin, Les ballons pendus, Le castelet, Le peintre, Un rêve sans fin, La lignée, Lipidémie, Le mannequin : cadrage maudit.
- 2022 : Les chefs-d’œuvre de Junji Ito Tome 2 (Ito Junji Jisen Kessaku Shu?), Mangetsu (2022)
  - Les cous hallucinés, Le sadique, La ville funéraire, Tuyaux hurlants, La chuchoteuse, La femme-limace, Horreur charnelle, Les rumeurs, Doux adieux, Soïchi le possédé.
- 2022 : Zone Fantôme de Junji Ito Tome 1 (Genkai Chitai), Mangetsu (2022)
  - Le coteau aux pleureuses, Maudite madone, La rivière spectrale d'Aokigahara, Léthargie.
  - Junji Itō (préf. Quentin Boëton), Les chefs-d'oeuvre de Junji Ito, Mangetsu, 2022 (ISBN 978-2-38281-014-9)
- 2022 : Histoires courtes (盲点のビーナス?), Delcourt/Tonkam
  - Des millions de solitaires, La chaise humaine d'après Edogawa Ranpo,  La Vénus invisible, La lécheuse, Le maître Kazuo Umezz et moi, Un amour inhumain d'après Edogawa Ranpo, Le professeur Kirida possédé d'après Robert Hichens, Le mystère de la faille d'Amigara, La triste histoire du père de famille, L'enfant posthume.
- 2022 : Soïchi (双一の勝手な呪い?), Mangetsu
  - De jolies vacances d'été, De jolies vacances d'hiver, Le journal de Soïchi, Soïchi a de la visite, Professeur de chiffon, L'anniversaire de Soîchi, Les insouciantes malédictions de Soïchi, Entre seize planches, Le cercueil, Les rumeurs, Le mystère de la maison hantée, Le mystère de la maison hantée 2 : le déferlement de Soïchi, Adorable minou, Soïchi le possédé.
- 2023 : L'Amour et la mort, Mangetsu
  - Le beau jeune homme, à la croisée des chemins, La tourmentée, L'ombre, La nuit des hurlements, Le beau jeune homme tout de blanc vêtu, L'étrange fratrie Hirizuri : L'amant de la cadette, L'étrange fratrie Hirizuri : Séance de spiritisme, La maison des douleurs fantômes, Les côtes, Le souvenir de l'étron plus vrai que nature.
- 2023 : Zone Fantôme de Junji Ito Tome 2, Mangetsu
  - Le démon noir, Le village de l'ether, L'étrange fratrie Hirizuri : L'oncle ketanosuke, Les carapaces du marais Manju.
- 2023 : Fragments d'horreur, Mangetsu
  - Le futon, La charpente possédée, Tomio et le col sanglant, Doux adieux, Miss scalpel, L'oiseau noir, Magami Nanakuse
- 2023 :  Rémina (地獄星レミナ, Jigokusei Remina?) Edition prestige, Delcourt/Tonkam
  - Rémina, Des millions de solitaires.
- 2023 : L'Ecole décomposée, (Youkai kyoushitsu), Mangetsu
  - L'école décomposée, La beauté décomposée, L'immeuble décomposée, Chizumi est amoureuse, Entretien avec un démon, Retrouvailles, Les enfants de la terre.
- 2023 : Les Cauchemars de Mimi (ミミの怪談, Mimi no kaidan?), Mangetsu
- 2024 : Carnage, Mangetsu (1 volume)
  - Ombres assoiffées de sang, Prime Time hanté, Le tumulte des eaux, Lipidémie, Les damnés, Sonnette finale, Le val miroitant, Je ne veux pas devenir un spectre, La bibliothèque, Le chant des ténèbres, Pulvérisé, Stratophobie
- 2024 : Le Déserteur, Mangetsu (1 volume)
  - Big House, Comme deux gouttes d'eau, Un endroit où dormir, La théorie du mal, De longs cheveux sous le toit, Notre amour en trois actes, L'épée de réanimation, Dans le coeur d'un père, L'insoutenable labyrinthe, Le village des sirènes, La sadique, Le déserteur.
- 2024 : Tombes, Mangetsu (1 volume)
  - La ville funéraire, Le QG, La femme limace, La fenêtre d'en face, La créature échouée, La lignée, Un rêve sans fin, Le tunnel, Sculpture en bronze, Idées noires, Petit conte hémorragique de Shirosuna.
- 2024 : La Déchéance d'un homme (人間失格, Ningen Shikkaku?) Intégrale en 1 volume, Delcourt.
- 2025 : Décapitée, Mangetsu (1 volume)
  - Préface de Patrick j. Gyger,  Le fil du destin, Le vieux vinyle, Une infinie générosité, Le pont-mars, Le cirque est là !, Le nid de frelons, Les plans, Décapitées, La fleur de l’ âge,  Frissons, Les épouvantails, Dernières volontés.
- 2025 : Dans l'ombre, Mangetsu (1 volume)
  - Préface de Stéphane Bouyer, L'impasse, Le mannequin, La chute, Voisines de chambre, L'auberge, L'assentiment, Les fumeurs, La moisissure, La ville sans rues, Souvenirs disparus, Le marchand de glaces.
- 2025 : Black Paradox, Delcourt/Tonkam (1 volume)

## Adaptations
L'œuvre de Junji Itō a été adaptée à de multiples reprises au cinéma. L'auteur participe principalement à la supervision du script sans diriger la mise en scène.

### Liste des adaptations cinématographiques
| Année | Titre international         | Titre original                                         | Histoire adaptée         |
| ----- | --------------------------- | ------------------------------------------------------ | ------------------------ |
| 1992  | The Fearsome Melody         | Senritsu no senritsu (戦慄の旋律)                      |                          |
| 1998  | Tomie (en)                  | Tomie (富江)                                           | Tomié                    |
| 1999  | Tomie: Another Face (en)    | Tomie: anaza feisu (富江:アナザフェイス)               | Tomié                    |
| 2000  | Tomie: Replay (en)          | Tomie: re-play (富江:re-play)                          | Tomié                    |
| 2000  | Uzumaki                     | Uzumaki (うずまき)                                     | Spirale                  |
| 2000  | Gravemarker Town            | Bohyou no machi (墓標の町)                             |                          |
| 2000  | The Face Burglar            | Kao dorobou (顔泥棒)                                   | Le Voleur de visages     |
| 2000  | The Hanging Balloons        | Kubitsuri no kikyuu (首吊り気球)                       | Les Ballons aux pendus   |
| 2000  | Long Dream (en)             | Nagai Yume (長い夢)                                    | De longs rêves           |
| 2000  | Oshikiri                    | Oshikiri (押切)                                        | Hallucinations           |
| 2001  | Love Ghost                  | Shibito no Koiwazurai (死びとの恋わずらい)             | Le Mort amoureux         |
| 2001  | Kakashi                     | Kakashi (案山子)                                       | Les Épouvantails         |
| 2001  | Tomie: Re-birth (en)        | Tomie: Rebirth (富江:Rebirth)                          | Tomié                    |
| 2002  | Tomie: Forbidden Fruit (en) | Tomie: Kindan no kajitsu (富江 ・最終章～禁断の果実～) | Tomié                    |
| 2002  | Marronnier                  | Marronnier (マロニエ)                                  |                          |
| 2004  | The Groaning Drain          | Umeku Haisuikan (うめく排水管)                         | La Tuyauterie gémissante |
| 2005  | Tomie: Beginning (en)       | Tomie: Beginning (富江 BEGINNING)                      | Tomié                    |
| 2005  | Tomie: Revenge (en)         | Tomie: Revenge (富江 REVENGE)                          | Tomié                    |
| 2007  | Tomie vs Tomie (en)         | Tomie vs Tomie (富江 vs 富江)                          | Tomié                    |
| 2011  | Tomie: Unlimited (en)       | Tomie anrimiteddo (富江 アンリミテッド)                | Tomié                    |
| Prévu | Bloodsucking Darkness (en)  | Chi o Susuru Yami (血をすする闇)                       | Bloodsucking Darkness    |

### Liste des adaptations en animation
- 2012 : Gyo (ギョ, Gyo?) (film d'animation)
- 2018 : Junji Ito: Collection (伊藤潤二「コレクション」, Itō Junji "korekushon"?) (série animée)
- 2023 : Maniac par Junji Itō : Anthologie Macabre (伊藤潤二『マニアック』, Itō Junji “maniakku”?) (série animée)
- 2024 : Uzumaki (うずまき, Uzumaki?)[15](série animée)